# Zusterklooster Sint-Jozefzorg
Het Zusterklooster Sint-Jozefzorg is een voormalig rooms-katholiek klooster en school aan de Kootwijkerstraat 37-39 in Den Haag.
Het klooster werd gebouwd voor de zusters dominicanessen, die het onderwijs verzorgden voor de in 1931 opgerichte parochie "Heilige Theresia en het Kind Jezus". Oorspronkelijk werkten zijn vanuit het Sint-Catharinaklooster, maar omdat dit klooster overbevolkt raakte en ze dichter bij de scholen van de parochie wilden wonen, werd een nieuw pand gebouwd achter de Sint-Theresia van Lisieuxkerk.
Het nieuwe pand bestond uit een klooster voor de zusters en een school met drie bouwlagen. Architect Nicolaas Molenaar jr., tevens verantwoordelijk voor de Theresiakerk, ontwierp het gebouw in Traditionalistische stijl. In latere jaren werd nog een vleugel aangebouwd op nr. 35 voor de Sint-Agneskleuterschool, maar de architect daarvan is onbekend.
Na 1982 verlieten de zusters het klooster. De zorg voor het onderwijs was toen al overgedragen. Het klooster is tegenwoordig in gebruik als huis voor begeleid wonen voor verstandelijk gehandicapten van stichting Middin. De school dient als kinderdagverblijf.